# .geo
.geo és un domini de primer nivell genèric d'Internet proposat per SRI International per ser utilitzat per associar recursos d'Internet amb posicions geogràfiques, mitjançant un sistema de "georegistradors" i "georegistres" amb adreces jeràrquiques representant posicions en una xarxa envoltant la Terra. Aquestes adreces no estan pensades per ser introduïdes directament pels usuaris finals (i per això són cadenes estranyes com ara acme.2e5n.10e30n.geo) sinó que serien utilitzades "entre les ombres" pel programari buscant llocs per posició (possiblement guiats per posicionament GPS en dispositius mòbils).
Diversos esquemes han estat proposats o implementats en un intent de classificar els llocs d'Internet geogràficament; molt d'ells no requereixen res especial ens els DNS (per exemple la iniciativa GeoURL). La proposta del .geo pot, per això, pot ser criticada per fer un ús innecessari d'un Domini de primer nivell on hauria estat implementat utilitzant subdominis en qualsevol altre lloc (tal vegada dins .arpa, el domini assignat per consultes d'infraestructura), amb mètodes que no impliquin DNS com ara etiquetes "meta" en llocs web.
El .geo va ser proposat a la ICANN com una part de la primera ronda dels nous Dominis de primer nivell l'any 2000, però no va ser aprovat, i no hi ha hagut cap activitat destacable sobre aquest tema durant anys.